# Ellen van Langen
Ellen Gezina Maria van Langen (Oldenzaal, 9 febbraio 1966) è un'ex mezzofondista olandese, medaglia d'oro negli 800 metri piani ai Giochi olimpici di Barcellona nel 1992.
Conquistò questo titolo correndo in 1'55"54, tuttora record nazionale dei Paesi Bassi. Dopo questo successo fu colpita da numerosi infortuni ed il suo risultato di maggior rilievo fu un 6º posto ai Mondiali del 1995. Nel 1992 è stata eletta sportiva olandese dell'anno.

## Record nazionali

### Seniores
- 800 metri piani: 1'55"54 ( Barcellona, 3 agosto 1992)
- 1000 metri piani: 2'35"21 ( Sheffield, 29 agosto 1993)
- 1000 metri piani indoor: 2'39"65 ( Sindelfingen, 21 gennaio 1990)

## Progressione

### 800 metri piani
| Stagione | Risultato | Luogo      | Data       | Rank. Mond. |
| -------- | --------- | ---------- | ---------- | ----------- |
| 1995     | 1'58"86   | Göteborg   | 11/08/1995 | -           |
| 1994     | 1'59"89   | Londra     | 15/07/1994 | -           |
| 1993     | 1'59"23   | Bruxelles  | 03/09/1993 | -           |
| 1992     | 1'55"54   | Barcellona | 03/08/1992 | -           |
| 1991     | 2'02"02   | Tokyo      | 24/08/1991 | -           |

## Palmarès
| Anno | Manifestazione  | Sede       | Evento    | Risultato | Prestazione | Note             |
| ---- | --------------- | ---------- | --------- | --------- | ----------- | ---------------- |
| 1990 | Europei         | Spalato    | 800 metri | 4ª        | 1'57"57     |                  |
| 1991 | Mondiali        | Tokyo      | 800 metri | batteria  | 2'02"02     |                  |
| 1992 | Giochi olimpici | Barcellona | 800 metri | Oro       | 1'55"54     | Record nazionale |
| 1995 | Mondiali        | Göteborg   | 800 metri | 6ª        | 1'58"98     |                  |